# Curling-Europameisterschaft 1990
Die Curling-Europameisterschaft 1990 der Männer und Frauen fand vom 4. bis 8. Dezember in Lillehammer in Norwegen statt.

## Turnier der Männer

### Teilnehmer
| Dänemark | Deutschland | England                                                                          | Finnland | Frankreich |
| --- | --- | -------------------------------------------------------------------------------- | --- | --- |
| Skip: Tommy Stjerne Third: Per Berg Second: Ivan Frederiksen Lead: Anders Søderblom Alternate: Peter Andersen | Skip: Rodger Gustaf Schmidt Third: Philip Seitz Second: Johnny Jahr Lead: Andreas Feldenkirchen Alternate: Dirk Hornung Alternate: Joackim Fendske | Fourth: Martyn Deakin Third: Alistair Burns Skip: John Deakin Lead: Stephen Watt | Skip: Jussi Uusipaavalniemi Third: Jari Laukkanen Second: Jori Aro Lead: Marko Poikolainen Alternate: Juhani Heinonen | Skip: Thierry Mercier Third: Daniel Cosetto Second: Lionel Tournier Lead: Laurent Flenghi Alternate: Joel Indergand |
| Italien | Niederlande | Norwegen                                                                         | Österreich | Schweden |
| Skip: Vittorino Boschet Third: Alessandro Fummi Second: Livio Zanardo Lead: Giovanni Zadra                    | Skip: Jerom van Dillegis Third: Jan Henderson Second: Rob Joosen Lead: Hans van Dijk Alternate: Gerard Köppers                                     | Skip: Eigil Ramsfjell Third: Sjur Loen Second: Morten Skaug Lead: Niclas Järund  | Skip: Alois Kreidl Third: Günther Mochny Second: Dieter Küchenmeister Lead: Stefan Salinger                           | Skip: Mikael Hasselborg Third: Hans Nordin Second: Lars Vågberg Lead: Stefan Hasselborg                             |
| Schweiz | Schottland | Tschechoslowakei                                                                 | Wales | |
| Skip: Markus Känzig Third: Silvano Flückiger Second: Cristoph Richter Lead: Mario Flückiger                   | Skip: Robin Gray Third: Kenneth Knox Second: Kerr Graham Lead: William Hogg                                                                        | Skip: Radek Klima Third: Tomas Klima Second: Martin Binder Lead: Karel Havl¡cek  | Skip: John Hunt Third: John Stone Second: Scott Lyon Lead: David Stevenson                                            | |

### Erste Phase
Die 14 Teams ermittelten in drei Eliminationsrunden die 8 Teilnehmer der zweiten Phase:
- In der ersten Eliminationsrunde spielten die 14 Teams 2 Plätze in der zweiten Phase aus.
- Die restlichen 12 Teams spielten in der zweiten Eliminationsrunde weitere 3 Plätze in der zweiten Phase aus.
- In der dritten Eliminationsrunde wurden von den restlichen 9 Teams die letzten drei Plätze in Phase 2 ausgespielt.

Die 6 ausgeschiedenen Mannschaften spielten in einer Platzierungsrunde um die Ränge 9-14.
| 1. Elimination                 | 1. Elimination |
| 1. Runde                       | 1. Runde       |
| ------------------------------ | -------------- |
| Wales – Italien                | 13-2           |
| Frankreich – Niederlande       | 6-5            |
| Schweden – England             | 6-5            |
| Österreich – Dänemark          | 3-2            |
| Deutschland – Tschechoslowakei | 14-1           |
| Schweiz – Finnland             | 7-2            |
| 2. Runde                       |                |
| Schottland – Wales             | 8-2            |
| Frankreich – Schweden          | 4-3            |
| Norwegen – Österreich          | 9-2            |
| Deutschland – Schweiz          | 9-5            |
| 3. Runde                       |                |
| Schottland – Frankreich        | 8-7            |
| Norwegen- Deutschland          | 6-3            |

| 2. Elimination              | 2. Elimination |
| 1. Runde                    | 1. Runde       |
| --------------------------- | -------------- |
| Niederlande – England       | 2-10           |
| Tschechoslowakei – Finnland | 2-14           |
| 2. Runde                    |                |
| Wales – Schweden            | 1-6            |
| Österreich – Schweiz        | 2-5            |
| Italien – England           | 8-10           |
| Dänemark – Finnland         | 4-5            |
| 3. Runde                    |                |
| Frankreich – Finnland       | 6-7            |
| Schweden – Schweiz          | 6-7            |
| Deutschland – England       | 3-10           |

| 3. Elimination           | 3. Elimination |
| 1. Runde                 | 1. Runde       |
| ------------------------ | -------------- |
| Österreich – Niederlande | 4-6            |
| Italien – Dänemark       | 3-10           |
| Wales – Tschechoslowakei | 11-2           |
| 2. Runde                 |                |
| Frankreich – Niederlande | 8-3            |
| Schweden – Dänemark      | 6-3            |
| Deutschland – Wales      | 7-8            |

| Ergebnisse der ersten Phase     | Ergebnisse der ersten Phase                                                      |
| ------------------------------- | -------------------------------------------------------------------------------- |
| Qualifiziert für Phase 2        | Frankreich, Norwegen, Finnland, Schweiz, England, Frankreich, Schweden und Wales |
| In der Platzierungsrunde (9-14) | Österreich, Niederlande, Italien, Tschechoslowakei, Deutschland und Dänemark     |

### Zweite Phase
Die 8 aus die in die zweite Phase aufgestiegen waren, spielten in zwei Eliminationsrunden die 4 Halbfinal Plätze aus.:
- Die 8 Teams spielten in der ersten Eliminationsrunde um 2 Halbfinalplätze.
- Die restlichen 6 Teams spielten in der zweiten Eliminationsrunde um die letzten 2 Halbfinal Plätze.

Die 4 ausgeschiedenen Teams spielten eine Platzierungsrunde um die Ränge 5-8.
| 1. Elimination        | 1. Elimination |
| 1. Runde              | 1. Runde       |
| --------------------- | -------------- |
| Schottland – Schweden | 6-7            |
| Finnland – England    | 0-7            |
| Norwegen – Frankreich | 6-2            |
| Schweiz – Wales       | 6-2            |
| 2. Runde              |                |
| Schweden – England    | 1-4            |
| Norwegen – Schweiz    | 8-7            |

| 2. Elimination        | 2. Elimination |
| 1. Runde              | 1. Runde       |
| --------------------- | -------------- |
| Schottland – Finnland | 6-3            |
| Frankreich – Wales    | 6-3            |
| 2. runde              |                |
| Schweiz – Schottland  | 3-6            |
| Schweden – Frankreich | 6-3            |

| Ergebnisse der 2. Phase        | Ergebnisse der 2. Phase                    |
| ------------------------------ | ------------------------------------------ |
| Qualifiziert fürs Halbfinale   | England, Norwegen, Schottland und Schweden |
| In der Platzierungsrunde (5-8) | Finnland, Wales, Schweiz und Frankreich    |

### Platzierungsrunde
Ränge 9-14
Die sechs in Phase 1 ausgeschiedenen Teams spielten in drei Eliminationsrunden um die Ränge 9-14
| 1. Elimination                 | 1. Elimination |
| 1. Runde                       | 1. Runde       |
| ------------------------------ | -------------- |
| Niederlande – Tschechoslowakei | 14-2           |
| Österreich – Italien           | 8-6            |
| 2. Runde                       |                |
| Niederlande – Dänemark         | 2-11           |
| Deutschland – Österreich       | 7-2            |
| Spiel um Rang 9.               |                |
| Dänemark – Deutschland         | 6-4            |

| 2. Elimination                | 2. Elimination |
| 1. Runde                      | 1. Runde       |
| ----------------------------- | -------------- |
| Niederlande – Italien         | 7-2            |
| Österreich – Tschechoslowakei | 13-3           |
| Spiel um Rang 11.             |                |
| Niederlande – Österreich      | 7-3            |

| 3. Elimination             | 3. Elimination    |
| Spiel um Rang 13.          | Spiel um Rang 13. |
| -------------------------- | ----------------- |
| Italien – Tschechoslowakei | 11-3              |

| Endstand | Endstand         |
| -------- | ---------------- |
| 9.       | Dänemark         |
| 10.      | Deutschland      |
| 11.      | Niederlande      |
| 12.      | Österreich       |
| 13.      | Italien          |
| 14.      | Tschechoslowakei |

Ränge 5-8
Die vier in Phase 2 ausgeschiedenen Teams spielten um die Ränge 5-8
| Platzierungsrunde    | Platzierungsrunde |
| Spiel um Rang 7.     | Spiel um Rang 7.  |
| -------------------- | ----------------- |
| Finnland – Wales     | 6-3               |
| Spiel um Rang 5.     |                   |
| Schweiz – Frankreich | 6-1               |

| Endstand | Endstand   |
| -------- | ---------- |
| 5.       | Schweiz    |
| 6.       | Frankreich |
| 7.       | Finnland   |
| 8.       | Wales      |

|  | Halbfinale | Halbfinale | Halbfinale |   |            | Finale                      | Finale                      | Finale                      |
|  |            |            |            |   |            |                             |                             |                             |
|  |            |            |            |   |            |                             |                             |                             |
|  | 3          | England    | 4          |   |            |                             |                             |                             |
|  | 2          | Schottland | 5          |   |            |                             |                             |                             |
|  |            |            |            | 2 | Schottland | 7                           |                             |                             |
|  |            |            |            |   | 1          | Schweden                    | 9                           |                             |
|  | 4          | Norwegen   | 4          |   |            |                             |                             |                             |
|  | 1          | Schweden   | 6          |   |            | Spiel um die Bronzemedaille | Spiel um die Bronzemedaille | Spiel um die Bronzemedaille |
|  |            |            |            |   |            | 3                           | England                     | 5                           |
|  | 4          | Norwegen   | 6          |   |            |                             |                             |                             |
|  |            |            |            |   |            |                             |                             |                             |

| Platz | Land             |
| ----- | ---------------- |
| 1     | Schweden         |
| 2     | Schottland       |
| 3     | Norwegen         |
| 4     | England          |
| 5     | Schweiz          |
| 6     | Frankreich       |
| 7     | Finnland         |
| 8     | Wales            |
| 9     | Dänemark         |
| 10    | Deutschland      |
| 11    | Niederlande      |
| 12    | Österreich       |
| 13    | Italien          |
| 14    | Tschechoslowakei |

## Turnier der Frauen

### Teilnehmer
| Dänemark                                                                                            | Deutschland                                                                                                   | England | Finnland | Frankreich |
| --------------------------------------------------------------------------------------------------- | --- | --- | --- | --- |
| Skip: Helena Blach Lavrsen Third: Malene Krause Second: Lone Kristoffersen Lead: Gitte Larsen       | Skip: Andrea Schöpp Third: Monika Wagner Second: Christina Haller Lead: Heike Schwaller                       | Skip: Moira Davison Third: Margaret Martin Second: Venetia Scott Lead: Joan Reed Alternate: Margaret Cadzow | Skip: Jaana Jokela Third: Terhi Aro Second: Nina Pöllänen Lead: Heidi Koskiheimo Alternate: Marita Ripatti     | Skip: Karine Baechelen Third: Laurence Bibollet Second: Géraldine Girod Lead: Chrystelle Fournier                   |
| Italien                                                                                             | Niederlande                                                                                                   | Norwegen | Österreich | Schweden |
| Skip: Ann Lacedelli Third: Maria Carla Lorenzi Second: Daniela Zandegiacomo Lead: Loredana Siorpaes | Skip: Jenny Bovenschen Third: Netty Born Second: Kniertje van Kuyk Lead: Teuna Jongert Alternate: Elke Schütz | Skip: Dordi Nordby Third: Hanne Woods Second: Mette Halvorsen Lead: Anne Jøtun                              | Skip: Edeltraud Koudelka Third: Margit Holzer Second: Anna Egger Lead: Veronika Huber Alternate: Lilly Hummelt | Skip: Annika Lööf Third: Lotta Giesenfeld Second: Helena Lingham Lead: Elisabeth Norredahl Alternate: Lena Mårdberg |
| Schweiz                                                                                             | Schottland | Wales | | |
| Skip: Cristina Lestander Third: Christine Krieg Second: Nicole Oetliker Lead: Christina Gartenmann  | Skip: Hazel Erskine Third: Edith Loudon Second: Katie Loudon Lead: Fiona Bayne                                | Skip: Hilary Alison Davis Third: Jackie Jones Second: Madzia Williams Lead: Jenny MacMillan                 | | |

### Erste Phase
Die 13 Teams ermittelten in drei Eliminationsrunden die 8 Teilnehmer der zweiten Phase:
- In der ersten Eliminationsrunde spielten die 13 Teams 2 Plätze in der zweiten Phase aus.
- Die restlichen 11 Teams spielten in der zweiten Eliminationsrunde weitere 3 Plätze in der zweiten Phase aus.
- In der dritten Eliminationsrunde wurden von den restlichen 8 Teams die letzten drei Plätze in Phase 2 ausgespielt.

Die 5 ausgeschiedenen Mannschaften spielten in einer Platzierungsrunde um die Ränge 9-13.
| 1. Elimination           | 1. Elimination |
| 1. Runde                 | 1. Runde       |
| ------------------------ | -------------- |
| Italien – Finnland       | 3-10           |
| Dänemark – England       | 8-1            |
| Norwegen – Österreich    | 9-3            |
| Frankreich – Wales       | 9-3            |
| Schottland – Niederlande | 11-1           |
| 2. Runde                 |                |
| Deutschland – Finnland   | 13-1           |
| Dänemark – Norwegen      | 3-9            |
| Schweiz – Frankreich     | 8-5            |
| Schweden – Schottland    | 8-7            |
| 3. Runde                 |                |
| Deutschland – Norwegen   | 4-5            |
| Schweiz – Schweden       | 5-1            |

| 2. Elimination          | 2. Elimination |
| 1. Runde                | 1. Runde       |
| ----------------------- | -------------- |
| England – Österreich    | 7-8            |
| 2. Runde                |                |
| Finnland – Dänemark     | 5-4            |
| Frankreich – Schottland | 4-7            |
| Italien – Österreich    | 3-10           |
| Wales – Niederlande     | 12-5           |
| 3. Runde                |                |
| Deutschland – Wales     | 11-0           |
| Finnland – Schottland   | 2-8            |
| Schweden – Österreich   | 6-2            |

| 3. Elimination         | 3. Elimination |
| 1. Runde               | 1. Runde       |
| ---------------------- | -------------- |
| Frankreich – England   | 6-5            |
| Italien – Niederlande  | 4-11           |
| 2. Runde               |                |
| Wales – Frankreich     | 1-6            |
| Finnland – Niederlande | 11-2           |
| Österreich – Dänemark  | 2-8            |

| Ergebnisse der ersten Phase     | Ergebnisse der ersten Phase                                                             |
| ------------------------------- | --------------------------------------------------------------------------------------- |
| Qualifiziert für Phase 2        | Norwegen, Schweiz, Deutschland, Schottland, Schweden, Frankreich, Finnland und Dänemark |
| In der Platzierungsrunde (9-13) | England, Italien, Wales, Niederlande und Österreich                                     |

### Zweite Phase
Die 8 aus die in die zweite Phase aufgestiegen waren, spielten in zwei Eliminationsrunden die 4 Halbfinal Plätze aus.:
- Die 8 Teams spielten in der ersten Eliminationsrunde um 2 Halbfinalplätze.
- Die restlichen 6 Teams spielten in der zweiten Eliminationsrunde um die letzten 2 Halbfinal Plätze.

Die 4 ausgeschiedenen Teams spielten eine Platzierungsrunde um die Ränge 5-8.
| 1. Elimination         | 1. Elimination |
| 1. Runde               | 1. Runde       |
| ---------------------- | -------------- |
| Norwegen – Finnland    | 5-4            |
| Deutschland – Schweden | 7-3            |
| Schweiz – Frankreich   | 7-5            |
| Schottland – Dänemark  | 5-4            |
| 2. Runde               |                |
| Norwegen – Deutschland | 9-4            |
| Schweiz -Schottland    | 4-7            |

| 2. Elimination         | 2. Elimination |
| 1. Runde               | 1. Runde       |
| ---------------------- | -------------- |
| Finnland – Schweden    | 2-9            |
| -Frankreich – Dänemark | 1-10           |
| 2. Runde               |                |
| Schweiz – Schweden     | 5-4            |
| Deutschland – Dänemark | 5-4            |

| Ergebnisse der 2. Phase        | Ergebnisse der 2. Phase                       |
| ------------------------------ | --------------------------------------------- |
| Qualifiziert fürs Halbfinale   | Norwegen, Schottland, Schweiz und Deutschland |
| In der Platzierungsrunde (5-8) | Finnland, Frankreich, Schweden und Dänemark   |

### Platzierungsrunde
Ränge 9-13
Die fünf in Phase 1 ausgeschiedenen Teams spielten in zwei Eliminationsrunden um die Ränge 9-13
| 1. Elimination       | 1. Elimination |
| 1. Runde             | 1. Runde       |
| -------------------- | -------------- |
| England – Italien    | 5-8            |
| 2. Runde             |                |
| Wales – Niederlande  | 10-6           |
| Österreich – Italien | 8-6            |
| Spiel um Rang 9.     |                |
| Wales – Österreich   | 3-13           |

| 2. Elimination        | 2. Elimination |
| 1. Runde              | 1. Runde       |
| --------------------- | -------------- |
| Niederlande – England | 8-3            |
| Spiel um Rang 11.     |                |
| Niederlande – Italien | 5-10           |

| Endstand | Endstand    |
| -------- | ----------- |
| 9.       | Österreich  |
| 10.      | Wales       |
| 11.      | Italien     |
| 12.      | Niederlande |
| 13.      | England     |

Ränge 5-8
Die vier in Phase 2 ausgeschiedenen Teams spielten um die Ränge 5-8
| Platzierungsrunde     | Platzierungsrunde |
| Spiel um Rang 7.      | Spiel um Rang 7.  |
| --------------------- | ----------------- |
| Finnland – Frankreich | 4-2               |
| Spiel um Rang 5.      |                   |
| Schweden – Dänemark   | 2-3               |

| Endstand | Endstand   |
| -------- | ---------- |
| 5.       | Dänemark   |
| 6.       | Schweden   |
| 7.       | Finnland   |
| 8.       | Frankreich |

|  | Halbfinale | Halbfinale  | Halbfinale |   |          | Finale                      | Finale                      | Finale                      |
|  |            |             |            |   |          |                             |                             |                             |
|  |            |             |            |   |          |                             |                             |                             |
|  | 3          | Norwegen    | 7          |   |          |                             |                             |                             |
|  | 2          | Schweiz     | 5          |   |          |                             |                             |                             |
|  |            |             |            | 3 | Norwegen | 6                           |                             |                             |
|  |            |             |            |   | 1        | Schottland                  | 4                           |                             |
|  | 4          | Schottland  | 6          |   |          |                             |                             |                             |
|  | 1          | Deutschland | 5          |   |          | Spiel um die Bronzemedaille | Spiel um die Bronzemedaille | Spiel um die Bronzemedaille |
|  |            |             |            |   |          | 2                           | Schweiz                     | 5                           |
|  | 4          | Deutschland | 3          |   |          |                             |                             |                             |
|  |            |             |            |   |          |                             |                             |                             |

| Platz | Land        |
| ----- | ----------- |
| 1     | Norwegen    |
| 2     | Schottland  |
| 3     | Schweiz     |
| 4     | Deutschland |
| 5     | Dänemark    |
| 6     | Schweden    |
| 7     | Finnland    |
| 8     | Frankreich  |
| 9     | Österreich  |
| 10    | Wales       |
| 11    | Italien     |
| 12    | Niederlande |
| 13    | England     |